# Kingdom Coaster
Kingdom Coaster im Dutch Wonderland (Lancaster, Pennsylvania, USA) ist eine Holzachterbahn des Herstellers Custom Coasters International, die am 16. Mai 1992 als Sky Princess als die erste Achterbahn des Herstellers eröffnet wurde. Unter diesem Namen fuhr sie bis 2006.
Die 619 m lange Strecke erreicht eine Höhe von 17 m.

## Züge
Kingdom Coaster besitzt einen Zug des Herstellers Philadelphia Toboggan Coasters mit sechs Wagen. In jedem Wagen können vier Personen (zwei Reihen à zwei Personen) Platz nehmen.